# Gran Premi dels Països Baixos del 1968
Resultats del Gran Premi dels Països Baixos de Fórmula 1 de la temporada 1968, disputat al circuit de Zandvoort, el 23 de juny del 1968.

## Resultats
| Pos | No | Pilot                | Equip           | Voltes | Temps/ Retirada | Pos. de sortida | Punts |
| --- | -- | -------------------- | --------------- | ------ | --------------- | --------------- | ----- |
| 1   | 8  | Jackie Stewart       | Matra - Ford    | 90     | 2h 46' 11. 2    | 5               | 9     |
| 2   | 17 | Jean Pierre Beltoise | Matra           | 90     | + 1' 33.93 min. | 16              | 6     |
| 3   | 15 | Pedro Rodríguez      | BRM             | 89     | + 1 Volta       | 11              | 4     |
| 4   | 10 | Jacky Ickx           | Ferrari         | 88     | + 2 Voltes      | 6               | 3     |
| 5   | 22 | Silvio Moser         | Brabham - Repco | 87     | + 3 Voltes      | 7               | 2     |
| 6   | 9  | Chris Amon           | Ferrari         | 85     | + 5 Voltes      | 1               | 1     |
| 7   | 16 | Richard Attwood      | BRM             | 85     | + 5 Voltes      | 15              |       |
| 8   | 19 | Jo Bonnier           | McLaren - BRM   | 82     | + 8 Voltes      | 19              |       |
| 9   | 3  | Graham Hill          | Lotus - Ford    | 81     | Accident        | 3               |       |
| NC  | 4  | Jackie Oliver        | Lotus - Ford    | 80     | No classificat  | 10              |       |
| Ret | 18 | Dan Gurney           | Brabham - Repco | 63     | Accelerador     | 12              |       |
| Ret | 21 | Jo Siffert           | Lotus - Ford    | 55     | Caixa canvi     | 13              |       |
| Ret | 7  | John Surtees         | Honda           | 50     | Alternador      | 9               |       |
| Ret | 20 | Piers Courage        | BRM             | 50     | Virolla         | 14              |       |
| Ret | 6  | Jochen Rindt         | Brabham - Repco | 39     | Encesa          | 2               |       |
| Ret | 5  | Jack Brabham         | Brabham - Repco | 22     | Virolla         | 4               |       |
| Ret | 2  | Bruce McLaren        | McLaren - Ford  | 19     | Accident        | 8               |       |
| Ret | 1  | Denny Hulme          | McLaren - Ford  | 10     | Encesa          | 7               |       |
| Ret | 14 | Lucien Bianchi       | Cooper - BRM    | 9      | Accident        | 18              |       |

## Altres
- Pole: Chris Amon 1' 23. 54

- Volta ràpida: Jean-Pierre Beltoise 1' 45. 91 (a la volta 6)